# Ордуспор
«Ордуспор» (тур. Orduspor Kulübü) — турецький футбольний клуб з міста Орду. 
Виступав у вищому дивізіоні — Турецькій Суперлізі. Матчі проводив на стадіоні 19 Ейлюл (19 вересня). Розформований у 2019 році.

## Історія
Заснований 1967 року після об'єднання кількох місцевих клубів (Ордугюджу, Караденіз Ідман Юрду, Йолачспор, 19 Ейлюл і Оцакспор). Клубними кольорами обрано фіолетовий і білий. У 1975 році клуб виходить до вищого дивізіону чемпіонату Туреччини, в якому провів уже 10 сезонів (1975–81, 1983–86, 2011–).

## Досягнення
- Чемпіонат Туреччини: 4-е місце (1978/79)

## Виступи в єврокубках
Кубок УЄФА:
| Сезон     | Раунд |       | Клуб              | Рахунок  |
| --------- | ----- | ----- | ----------------- | -------- |
| 1979—1980 | 1/32  | Чехія | «Банік» (Острава) | 2-0, 0-6 |

## Відомі гравці
- Фатіх Текке